# Just Communication
«Just Communication» es el primer sencillo del dúo de j-pop Two-Mix, lanzado el 29 de abril de 1995. El tema fue compuesto por Shiina Nagano e interpretado por Minami Takayama. Posteriormente fue utilizado como tema de apertura de la serie de anime Mobile Suit Gundam Wing, lo que ayudó al grupo a aumentar su fama.

## Pistas
1. «Just Communication» - 4:20
2. «Second Impression» - 4:52[2]